# Mershepsesra
Mershepsesra Ini (Ini II) (fl. XVII secolo a.C.) è stato un sovrano egizio inquadrato nella XIII dinastia.
La conoscenza di questo sovrano, il cui nome non compare in alcuna delle liste reali, deriva dal ritrovamento di una statua che lo rappresenta. Questa venne alla luce nel 1957 a Benevento e doveva far parte del corredo del locale tempio di Iside, fatto costruire dall'imperatore Domiziano alla fine del I secolo. La statua, dedicata ad Amon-Ra, doveva in origine trovarsi nel grande tempio di Amon a Karnak e venne successivamente portata nell'antica Beneventum probabilmente da un privato. Oggi il reperto è esposto nel locale Museo del Sannio.

La statua contiene i nomi del sovrano inseriti nei cartigli, simbolo di regalità:
| N5 · mr | A51 | s |

| N5 · mr | A51 | s |

| N5 · mr | A51 | s |

| N5 · mr | A51 | s |

| i | K1 · n | i |

| i | K1 · n | i |

| i | K1 · n | i |

| i | K1 · n | i |

mr šps s rˁ ini - Mershepsesra Ini 
Amata è la regalità di Ra, Ini 

Il nome di questo sovrano potrebbe trovarsi nelle righe perse. a causa del frammentarietà del documento (colonne 6 e 7), del Canone Reale.

## Cronologia
| Periodo                    | Dinastia      | periodo di regno                 |
| Secondo periodo intermedio | XIII dinastia | tra il 1660 a.C. ed il 1630 a.C. |

| Dinastie contemporanee | Capitale |
| XIV                    | varie    |
| XV                     | Avaris   |
| XVI                    | varie    |